# 焦磷酸钯
焦磷酸钯是一种无机化合物，化学式为Pd2P2O7。

## 制备
氧化钯(II)和磷酸于150℃反应，得到暗棕色固体，将其在空气中加热至500℃，得到Pd2P2O7粉末。

## 化学性质
焦磷酸钯具有很高的热稳定性，在950℃以上按下式分解：
2 Pd2P2O7 → 4 Pd + P4O10 + 2 O2↑

## 复盐
焦磷酸钯可以形成复盐，如Li2PdP2O7、Na2PdP2O7、Ag2PdP2O7等。